# Makak medvědí
Makak medvědí (Macaca arctoides) je druh úzkonosého primáta z čeledi kočkodanovití (Cercopithecidae) a rodu makak (Macaca). Druh popsal Isidore Geoffroy Saint-Hilaire roku 1831. Dle Mezinárodního svazu ochrany přírody se jedná o zranitelný druh, především kvůli ničení jeho přirozeného životního prostředí a lovu.

## Výskyt
Makak medvědí se vyskytuje v jižní a jihovýchodní Asii, od Indie, Číny a Indočíny až k Malajskému poloostrovu. Uměle vysazená populace je na neobydleném ostrově Tanaxpillo patřící Mexiku, kde se makakové pohybují v polopřirozených podmínkách. K životu dávají přednost stálezeleným tropickým a subtropickým lesům, lze je najít v různých nadmořských výškách, přičemž výskyt je ovlivněn množstvím srážek. Obyčejně nežijí v suchých lesích.

## Popis a chování
Makak medvědí měří 48,5−65 cm a váží od 7,5 do 10,2 kg. Samci jsou větší než samice, u tohoto druhu je vyvinut pohlavní dimorfismus. Srst je hustá a dlouhá, krátký ocas a obličej je lysý. Tváře bývají sytě růžové, s přibývajícím věkem tmavnou až do hněda. Makakové medvědí se živí rozmanitou potravou, především ovocem, jídelníček ale tvoří i další rostlinná potrava, jako kořeny, pupeny nebo listy, pojídají však i kraby, hmyz a drobné obratlovce (ptáci, žáby), vybírají ptačí vejce z hnízd. Potravu si někdy ukládají do lícních toreb, které pojmou obsah srovnatelný s jejich žaludkem, a sní ji později. V zimě v chladných areálech potravu vyhrabávají ze sněhu.
Makakové se probouzejí za úsvitu, od rána do poledne tráví čas hledáním potravy a putováním na jiná stanoviště, zbytek dne až do pozdního odpoledne většinou odpočívají ve stínu a udržují vzájemné sociální vazby. Skupina je mnohosamcová-mnohosamicová, tvoří ji až 60 opic, přičemž samice jsou filopatrické, věrné domovskému území, zatímco mladí samci po dosažení dospělosti opouštějí tlupu. Rozmnožování probíhá během října a listopadu, u mexické populace během února a března, v zajetí pak celoročně. Gravidita trvá zhruba 177 dní, mláďata jsou krmena mateřským mlékem po dobu 9 měsíců. Osamostatní se až kolem 1,5 roku věku, pohlavní dospělosti je dosaženo ve 4 až 5 letech. Dožívají se až 30 let.

## Ohrožení
Dle Mezinárodního svazu ochrany přírody je makak medvědí zranitelný druh. Nebezpečí představuje především ztráta přirozeného prostředí, způsobená například těžbou dřeva, úmyslně založenými požáry či rozvojem infrastruktury. Makakové jsou taktéž loveni pro maso, sport nebo pro tradiční asijskou medicínu. Mezinárodní svaz ochrany přírody uvádí k roku 2020 pokles populací o 30 % za posledních 40 let.
Druh je zapsán na seznam CITES II a je zákonem chráněn v několika zemích, kde se vyskytuje. Obývá také v mnoha chráněných oblastech.

## Synonyma
- Macaca ursinus, Gervais, 1854
- Macaca brunneus, Anderson, 1871
- Macaca speciosus, Murie, 1875
- Macaca harmandi, Trouessart, 1897[6]